# Веттерцойбе
Веттерцойбе (нім. Wetterzeube) — громада в Німеччині, розташована в землі Саксонія-Ангальт. Входить до складу району Бургенланд. Складова частина об'єднання громад Дройсігер-Цайтцер-Форст.
Площа — 41,44 км2. Населення становить 1710 ос. (станом на 31 грудня 2021).

## Галерея

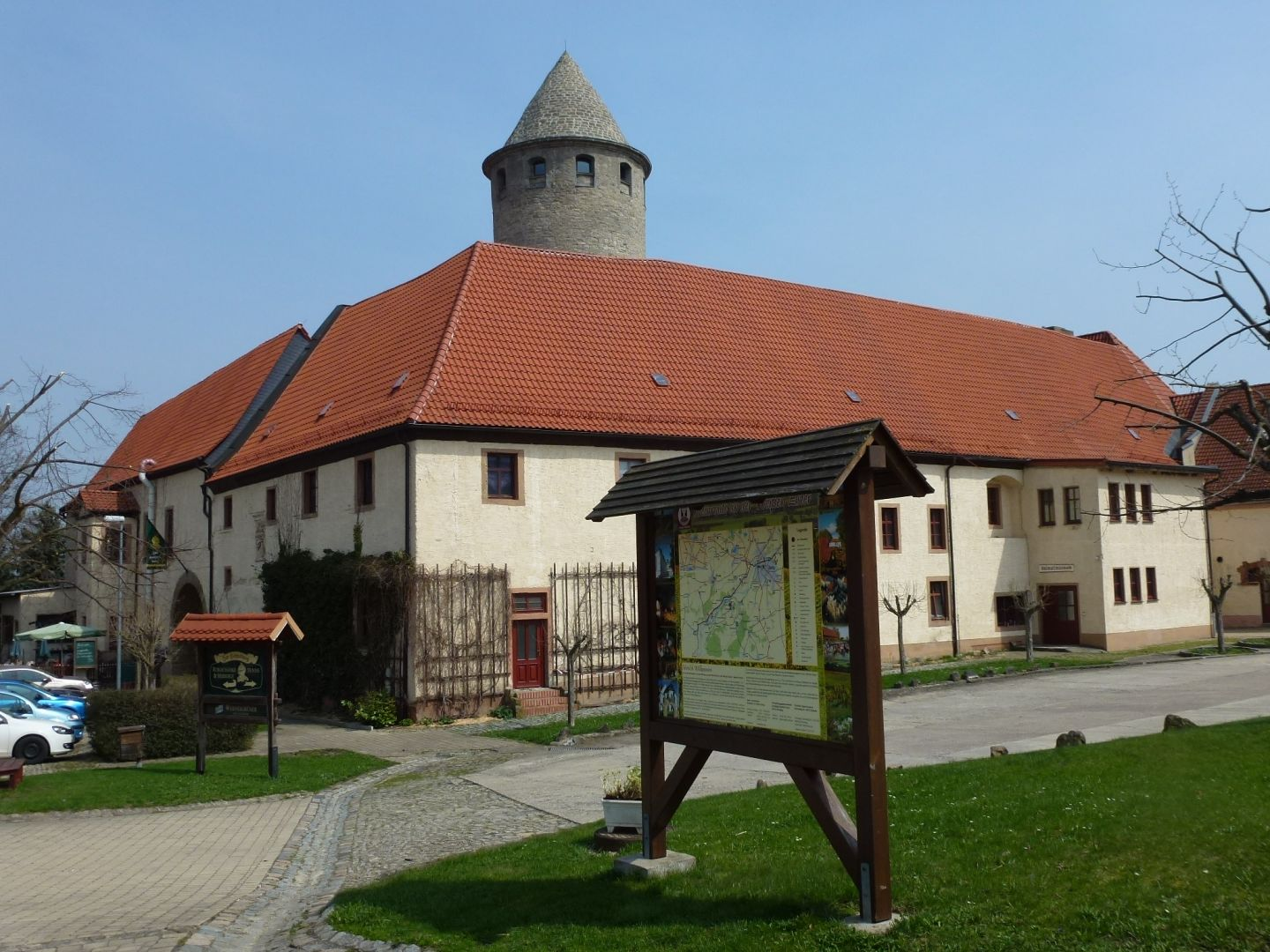
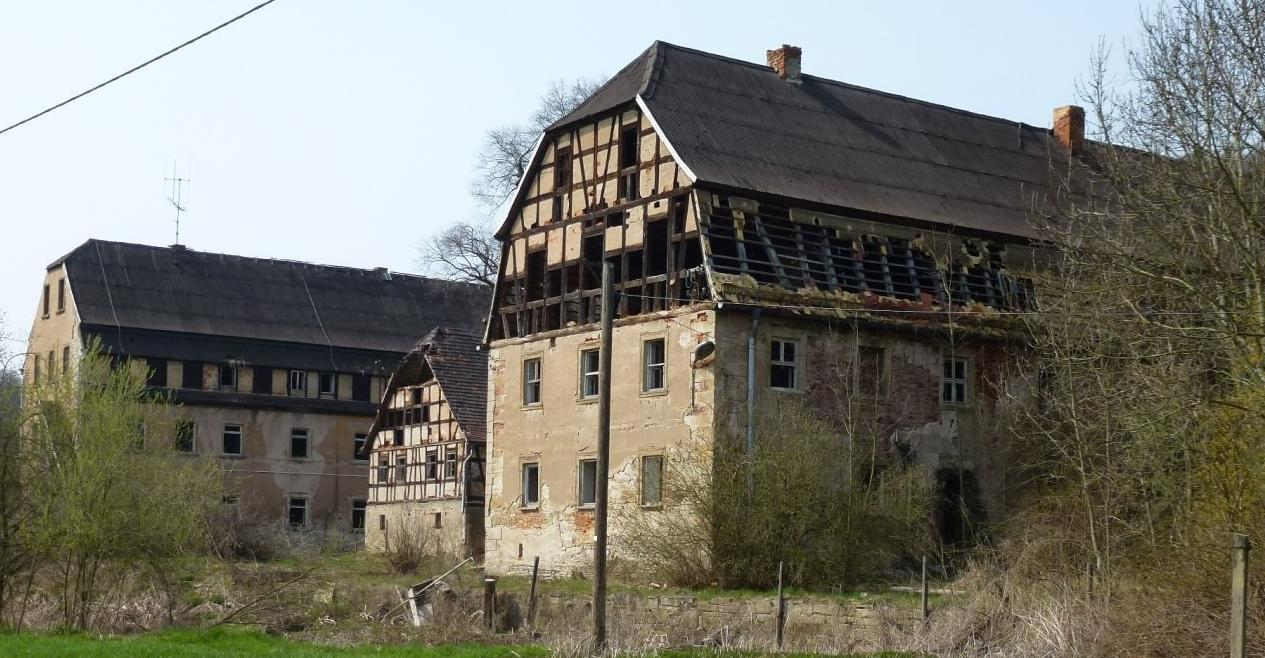
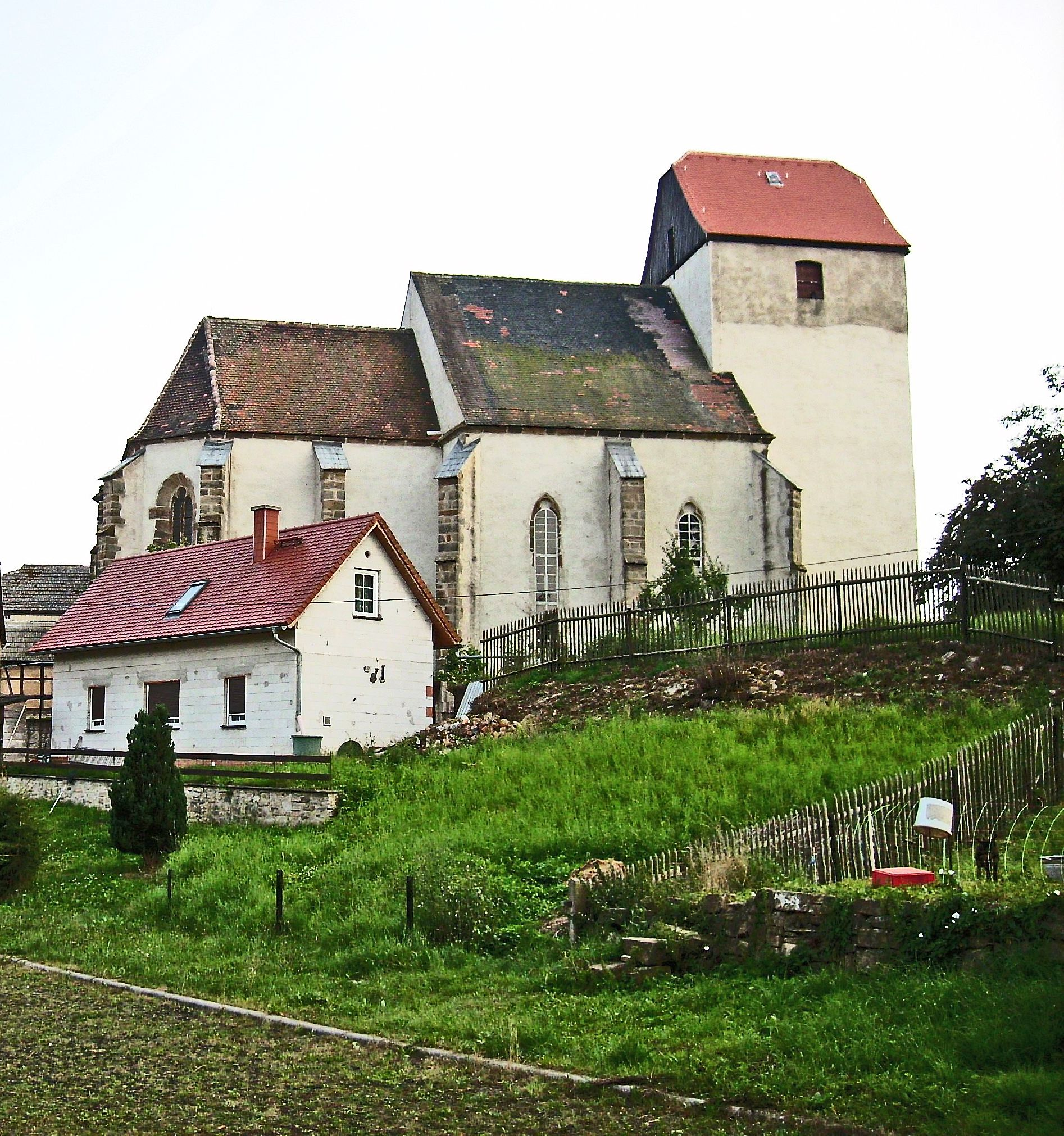
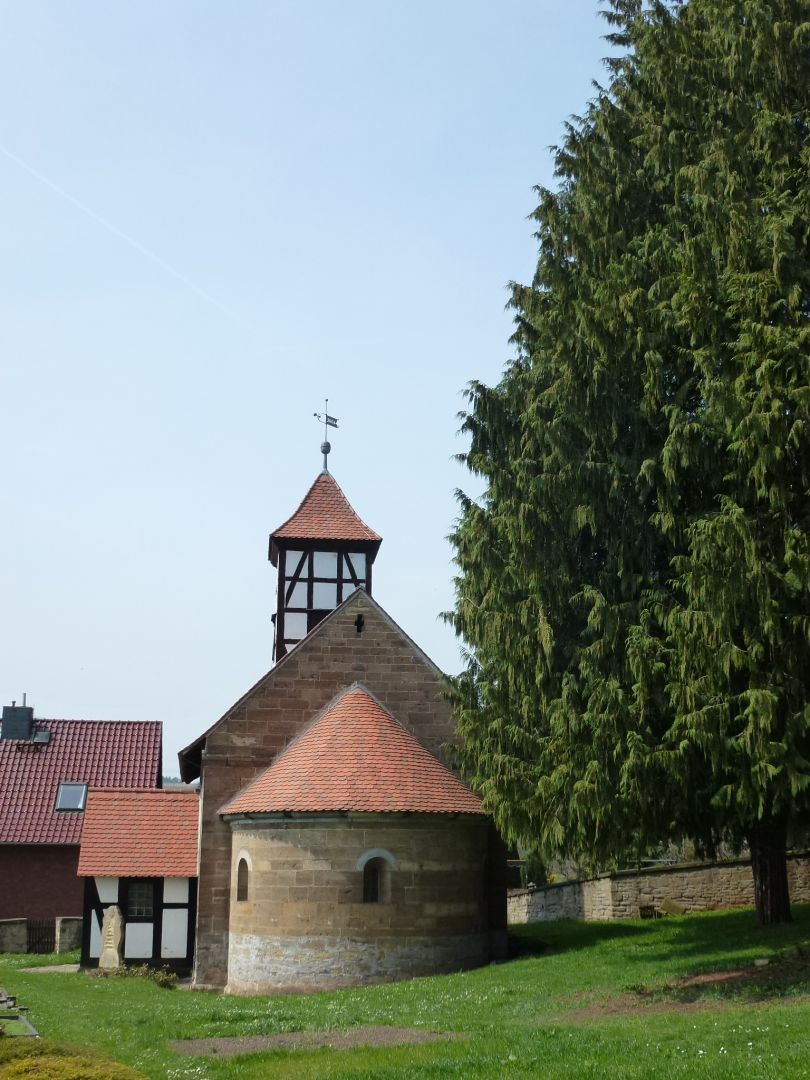
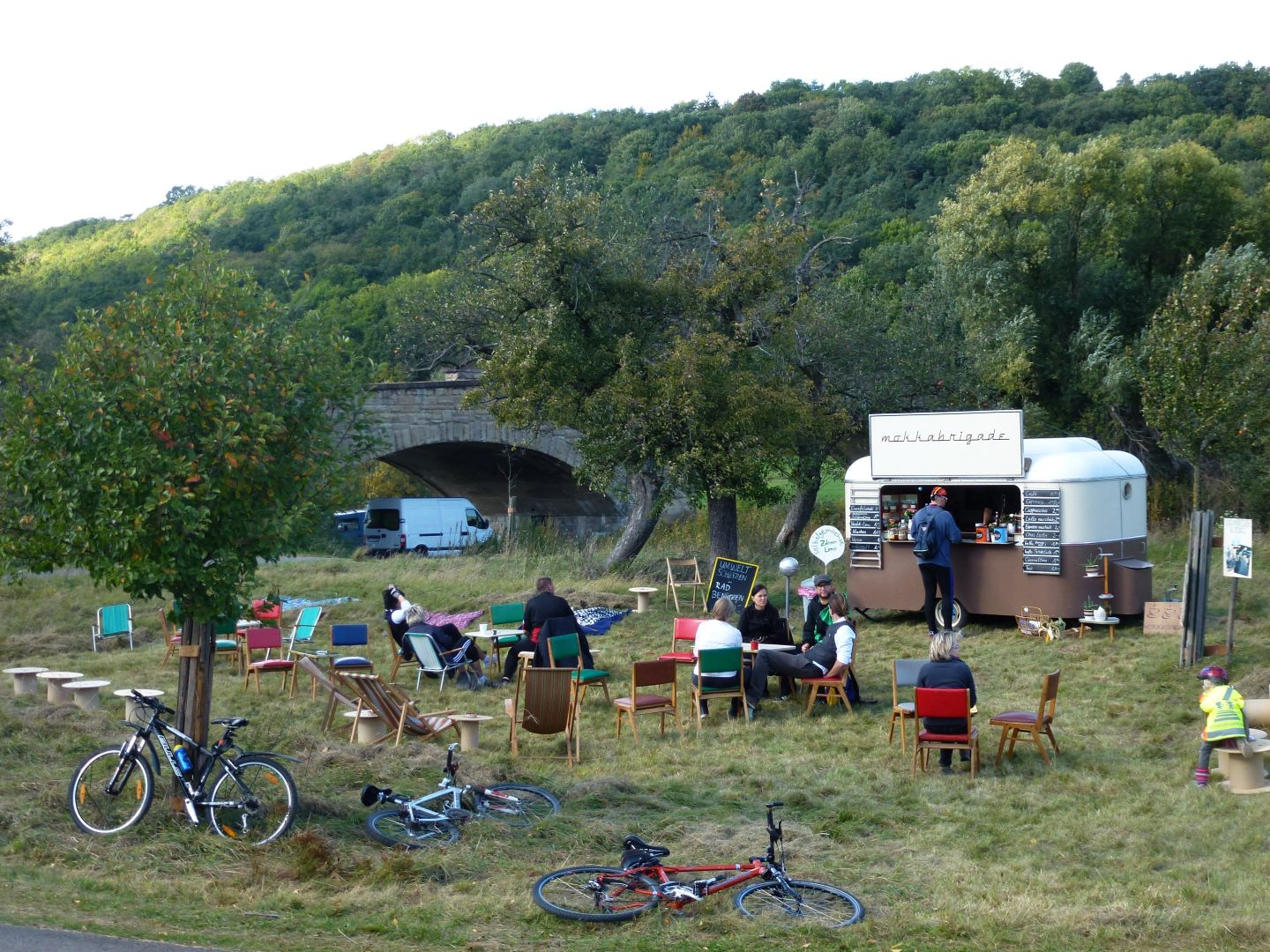
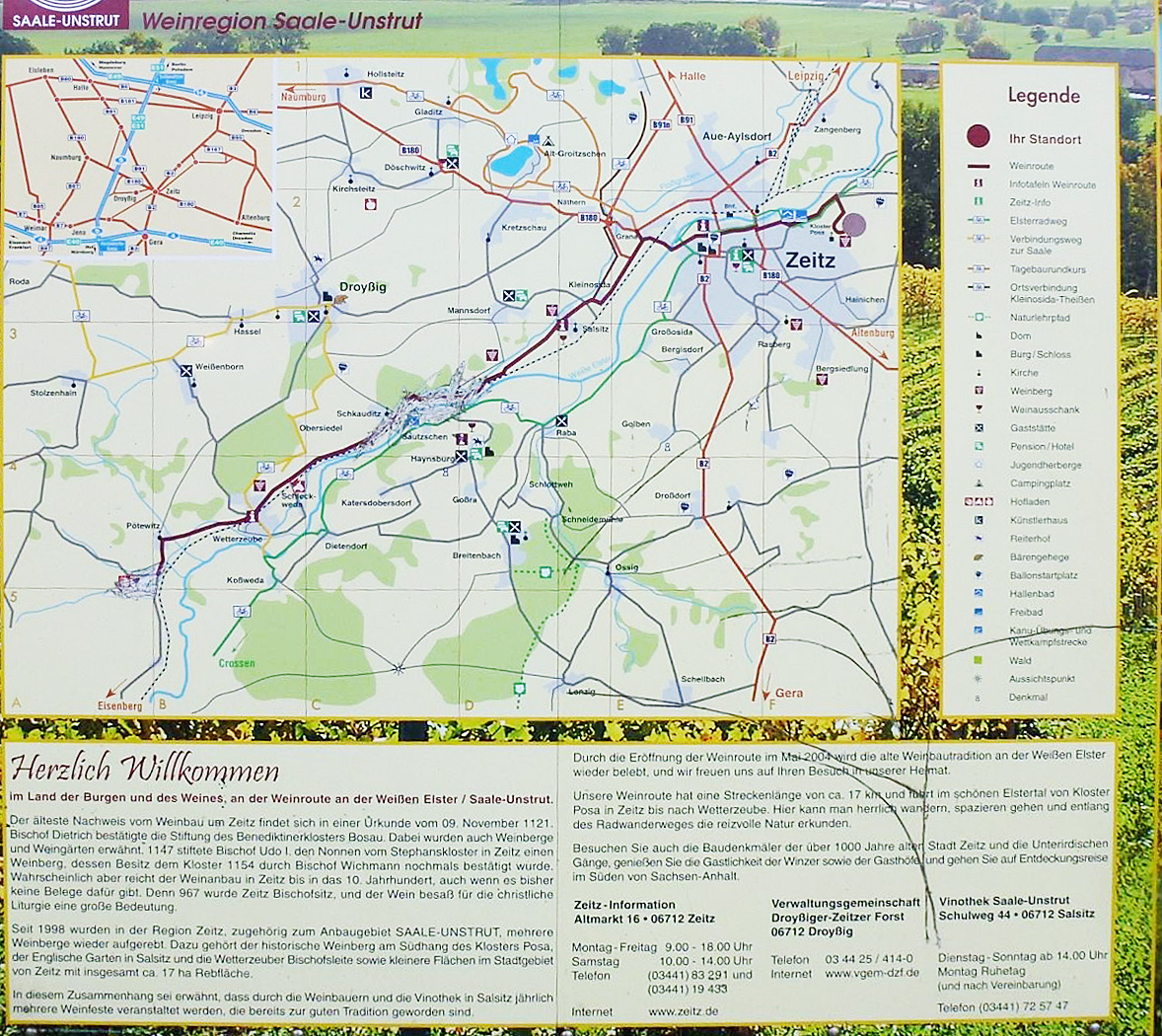